# Rubus jacquemontii
Rubus jacquemontii är en rosväxtart som beskrevs av O. Kuntze och Jules Cardot. Rubus jacquemontii ingår i släktet rubusar, och familjen rosväxter. Inga underarter finns listade i Catalogue of Life.